# Florian Marange
Florian Marange (Bruges, 3 marzo 1986) è un ex calciatore francese, difensore.

## Carriera

### Club
Ha giocato nella prima divisione francese ed in quella inglese.

## Palmarès

### Club

#### Competizioni nazionali
- Coppa di Francia: 1

Bordeaux: 2012-2013
- Coppa di Lega francese: 1

Bordeaux: 2006-2007
- Supercoppa francese: 1

Bordeaux: 2008

### Nazionale
- Campionato d'Europa Under-19: 1

2005